# Michael Wagmüller
Michael Wagmüller (født 14. april 1839 ved Regensburg, død 26. december 1881 i München) var en tysk billedhugger.
I München studerede Wagmüller under Max von Widnmann, men fik stærkere impulser fra Pilotys malerskole. Han gjorde lykke med to nydelige genrefigurer: Pigen med firbenet og Pigen med sommerfuglen, udførte på en rejse 1868 til London en del portrætter, fortsatte med portrætplastik i hjemlandet (buster af Döllinger, Heyse, Liebig, Lachner etc.), sysselsattes i længere tid med dekorativ plastik for Ludvig II til slottene Linderhof og Herrenchiemsee og skabte modellen til Liebig-monumentet i München (fuldendt efter hans død af Wilhelm von Ruemann). Wagmüllers kunst har barokstilens maleriske holdning; med sit liv og sin uro bragte den nye momenter ind i Münchens kunst; mange af hans portrætbuster er ligesom Liebig-statuen meget livfulde i karakteristikken.